# Gerald Pattenden
Gerald Pattenden (* 1940) ist ein britischer Chemiker (Organische Chemie).
Pattenden studierte am Queen Mary College der Universität London, wo er bei Basil Weedon promoviert wurde. Als Post-Doktorand war er an der University of Cardiff bei Leslie Crombie. Er ist Professor an der University of Nottingham, an der er 1988 bis 2005 Jesse Boot Professor für Organische Chemie war. 1997 bis 2003 war er Vizepräsident für Forschung an der Universität.
Er befasst sich mit organischer Synthese, speziell Totalsynthese von Naturstoffen (insbesondere biologisch aktiven) und Entwicklung dazu nötiger Methoden.
Er ist Fellow der Royal Society (1991). 2007 erhielt er den Robert Robinson Award und er erhielt 1994 die Pedler Medal der Royal Society of Chemistry. 1995 bis 1997 war er Präsident der Perkin Division der Royal Society of Chemistry.